# Морская пехота Уругвая
Корпус Морских Фузилёров Уругвая (исп. Cuerpo de Fusileros Navales (FUSNA)) по численности примерно равен батальону и состоит из нескольких рот, именуемых «бригадами».

## Организация
Командование Корпуса морской пехоты Уругвая непосредственно подчиняется Командованию военно-морского флота Уругвая, которое, в свою очередь, подчинено Главному командованию военно-морских сил.

### Командование Корпуса морских фузилёров
(исп. Comando del Cuerpo de Fusileros Navales)
Главный штаб Корпуса морских фузилёров (исп. Estado Mayor del Cuerpo de Fusileros Navales)
- 1-я бригада морских фузилёров (исп. 1° Brigada de Fusileros Navales)
- 2-я бригада морских фузилёров (исп. 2° Brigada de Fusileros Navales)
- 3-я бригада морских фузилёров (исп. 3° Brigada de Fusileros Navales)
- 4-я бригада морских фузилёров (исп. 4° Brigada de Fusileros Navales)
- Бригада боевой поддержки (исп. Brigada de Apoyo al Combate)

• миномётные батареи, штурмовые лодки, SECRON, пулемётные расчёты,
- Бригада обслуживания (исп. Brigada Servicios)

• обслуживание, транспортная служба, квартирмейстерская служба, санитарная служба,
- Учебная бригада (исп. Brigada de Instrucción)

• инструкторы, административная служба, пресс-служба, полигон «Лабрадор», рекруты,
- Школа фузилёров национальных военно-морских сил[3] (исп. Escuela de Fusileros de la Armada Nacional)